# Temenis pseudolaothoe
Temenis pseudolaothoe är en fjärilsart som beskrevs av Hans Fruhstorfer 1907. Temenis pseudolaothoe ingår i släktet Temenis och familjen praktfjärilar. Inga underarter finns listade i Catalogue of Life.